# صموئيل جن
صاموئيل لو جِن (ولد في 3 أبريل 1937) هو رجل أعمال أمريكي.

## النشأة
ولد صاموئيل لو جِن في الثالث من أبريل عام 1937 في أننيستون، ألاباما. تخرج من كلية الهندسة في جامعة أوبرن وكُرّم بشهادة الدكتوراه الفخرية فيها عام 1998. تم تنصيبه في (صالة الشهرة في ألاباما للهندسة) في 1992. متزوج من (آن فانس جن) ولهما 3 أولاد و6 أحفاد.

## الحياة المهنية
جن لديه خبرة أكثر من 4 عقود في مجال صناعة الاتصالات. بعد خدمته في فيلق الإشارة في الجيش، امتدت مسيرته المهنية مع شركة (إيه تي آند تي) لمدة 27 عاما بدأ فيها كمهندس طالب في 1960. تدرج في المناصب في الإدارة والعمليات، وفي 1977 عُيِّن كنائب الرئيس لعمليات الشبكات في AT&T Long Lines.
بعد تفكك (بيل سيستمز)، انضم جِن إلى شركة (باسيفيك تيليفون) في 1978 كنائب الرئيس في لوس أنجلوس، ثم كرئيس ومدير تنفيذي في (باسيفيك تيليسيز) من 1988 حتى 1994) وعندما استقال، أسس جِن (آير تتش للاتصالات) شركة رائدة في مجال الصناعة الخلوية والتي أصبحت شركة عامة في 1994 باكتتاب عام بقيمة 10 مليارات دولار.
في 1999, بيعت الشركة بمبلغ 65 مليار دولار لشركة فودافون حيث تقلد جن منصب الرئيس في المملكة المتحدة. خلال فترة رئاسته، دمجت فودافون مع فيرزون لتصبح (فيرزن وايرلس)، أكبر شركة اتصالات لاسلكية في الولايات المتحدة. تقاعد جن من شركة فودافون في عام 2000. 
جن يعمل في مجلس إدارة «فرانكلن تمبلتون» وشركة «بيندرل». أيضا سبق له العمل في مجلس إدارة "CH2M Hill" و"First Interstate Bank", Pacific Telesis, سيفواي، ترانس أميركا، فودافون، أير تتش للاتصالات، شركة شيفرون، هيوليت باكارد ومجموعة ذي فيرمونت. أيضا سبق له العمل كرئيس لمنتدى كاليفورنيا بزنس للتعليم العالي، كاليفورنيا بزنس راوند-تيبل ولجنة الوظائف، وهو مراقب في معهد هوفر في بالو ألتو وSloan Fellow في كلية جامعة ستانفورد للأعمال.